# Richard Cyert
Richard Cyert est un économiste, statisticien et théoricien des organisations américain, né le 22 juin 1921 à Winona et mort le 7 octobre 1998 à Fox Chapel. Il est président de l'Université Carnegie-Mellon de 1972 à 1990. Il est notamment connu pour avoir élaboré la théorie comportementale de la firme avec James March en 1963.

## Biographie
Richard Cyert voit le jour dans la ville de Winona, dans l'état américain du Minnesota en 1921.
Il étudie à l'Université du Minnesota et ressort diplômé en 1943, avant de s'engager en tant qu'officier dans la United States Navy, pendant la Seconde Guerre mondiale.
Après son service, il continue ses études à l'Université Columbia où il décroche un doctorat.
En 1948, il commence une carrière dans l'éducation où il est instructeur d'économie à l'Université Carnegie-Mellon. Il devient par la suite professeur d'économie et d'administration industrielle, avant d'être désigné doyen d'une école d'administration industrielle de l'Université Carnegie-Mellon en 1962. Il finit par être président de l'Université en 1972.
Au cours de sa carrière, il est aussi auteur et co-auteur pour des revues d’économie, de sciences du comportement, de gestion et de statistiques.
Il est également consultant en économie et en sciences de gestion dans plusieurs pays.

## Parcours

### Direction d'une école d'administration industrielle
Il prend la tête de la direction de l'école en 1962.
Sous sa direction, Cyert mets en place un "jeu de gestion" pour l'éducation commerciale, qu'il développe et étend afin de permettre la simulation du fonctionnement d'une entreprise. Ce jeu devient très vite un modèle adopté par d'autres écoles.

### Présidence de l'Université Carnegie-Mellon
En 1972, il devient le 6e président de l'Université Carnegie-Mellon.
Il contribue notamment en 1980, à relier tous les ordinateurs du campus en un seul réseau, un système unique pour l'époque.
Il termine son mandant en 1990 et laisse dernière lui un bilan financier positif pour l'Université.

### Après la présidence
Après sa retraite du poste de président, il continue d'enseigner et de donner des cours pendant un certain temps.

## Travaux et publications

### Travaux
En 1963, il élabore en compagnie du sociologue américain James March, la théorie comportementale de la firme décrivant le processus de décision organisationnel, selon eux, les décisions sont déterminées par les performances et les aspirations des organisations.

### Publications
- (en) Richard Cyert et James March, A Behavioral Theory of the Firm, Prentice Hall, 1er décembre 1964, 332 p. (ISBN 0130733040)

## Distinctions
- Fellow de la Société américaine de statistique, 1973
- Membre associé de la Société d'économétrie
- Bourse Guggenheim